# Hoher Kasten
Le Hoher Kasten, littéralement « haute armoire », est une montagne de 1 793 m d'altitude. Elle est située sur la limite entre les cantons suisses d'Appenzell Rhodes-Intérieures et de Saint-Gall.
Un émetteur TV-Radio et  télécommunications de 72 m a été installée en 1999 par Swisscom. Il diffuse des radios en FM et devrait proposer les chaînes de la TNT alémanique, SF1 et SF2 sur le canal 34 V en DVB-T2, à destination des zones frontalières autrichiennes et allemandes.
Un restaurant a été construit au sommet depuis 2008, en plus du téléphérique construit en 1964. Le site bénéficie d'un panorama omnidirectionnel remarquable qui porte jusqu'à la Planche des Belles Filles (1 148 m, dans le massif des Vosges, situé à 210,5 km.
Le Hoher Kasten est populaire auprès des parapentistes pour son accès facile par téléphérique, et pour la grande pente douce au col entre le Hoher Kasten et le Kamor.

## Géographie
Le Hoher Kasten est situé dans les Préalpes appenzelloises, domine le Kamor, au nord, et est dominé par le Staubern, au sud.
Le sommet permet de voir tout l'Alpstein, le  Säntis au sud-ouest, une grande partie du canton d'Appenzell Rhodes-Intérieures à l'est, la vallée du Rhin jusqu'au lac de Constance au nord. À l'est, l'ouest du Vorarlberg et le Liechtenstein sont intégralement visibles jusqu'aux montagnes du Rätikon.
Ainsi, quatre pays sont visibles : l'Allemagne, l'Autriche, le Liechtenstein et la Suisse.

## Accès
- Un téléphérique et un sentier au départ de Brülisau, à l'ouest, permettent d'accéder directement au sommet.
- Un sentier relie le Hoher Kasten au Staubern, lui-même accessible par un téléphérique ou par un sentier, au départ de Frümsen, au sud-est.
- Un sentier permet l'accès depuis le Kamor, moins d'un kilomètre au nord, lui-même accessible depuis Rüthi.